# Chorleywood
Chorleywood is een town en civil parish in het Engelse graafschap Hertfordshire. De stad bevindt zich in het district Three Rivers en ligt aan de oude grens met Buckinghamshire. Het stadje telt 11.286 inwoners.